# プリシラ・ペラレス
シルビア・プリシラ・ペラレス・エリソンド（Priscila Perales、1983年2月24日-）はメキシコのモデル。2007年のミス・インターナショナル優勝者でもある。
モンテレイ大学卒。2006年にはミス・ユニバース世界大会にメキシコ代表として出場、知花くらら、スレイカ・リベラらとともにトップ10に入った。翌2007年にはミス・インターナショナル世界大会にメキシコ代表として出場、優勝した。メキシコ勢の同大会優勝は初。